# Auge de materias primas
El auge de materias primas (en inglés commodity boom) hace referencia al incremento explosivo en un periodo corto de tiempo en la explotación económica ,o en el precio de una o más materias primas en un lugar determinado. Debido a las ganancias que son generadas producto de la venta de las materias extraídas, puede formar parte importante en el destino de un ciclo económico. Los historiadores económicos y economistas suelen denominarlo comúnmente como parte de una era, como "fiebre" o "bonanza" dentro de una periodización (fiebre del oro, bonanza del salitre, etc.). Asimismo, el auge económico producido por la utilización de esos recursos contribuye fuertemente al desarrollo económico de la región o país en donde se encuentran, en especial para los países en vías de desarrollo. A nivel internacional, en la actualidad los productos son comercializados a través de transacciones en los diferentes mercados de materias primas, similares a la de una bolsa de valores.

## Tipos de auges de materias primas

### Auge minero
El auge minero va a depender de las reservas minerales que posee cada zona en donde se extrae. A nivel global, en la actualidad es debido principalmente a la extracción de metales preciosos y gemas, principalmente por la fiebre del oro en distintas épocas y lugares del planeta. El uranio por sus propiedades como combustible nuclear ha sido altamente cotizado. En América del Sur, también fueron considerados parte del auge minero en el siglo XIX el carbón de piedra, el guano y el salitre.

### Auge energético
La extracción de petróleo, gas natural y carbón son las principales fuentes para el uso de combustibles fósiles que han producido el auge energético durante el siglo XX y comienzos del siglo XXI en los países productores. El descubrimiento de reservas de petróleo provocó el "boom petrolero" en cada país donde ha ocurrido y siguen siendo consideradas como un potencial de riqueza. No obstante, con la expansión de la generación de energías renovables, se convierten en un nuevo referente para medir la concentración de recursos que cuenta un área determinada para producir electricidad a través de sus materias primas: las fuentes hídricas (energía hidroeléctrica), el viento (energía eólica), el Sol (energía solar), la costa y el mar (energía mareomotriz y undimotriz), los volcanes (energía geotérmica), etc.

### Auge ganadero
La crianza de ganado para el aprovechamiento de la carne, la leche y la lana, ha producido bonanzas económicas para sus productores a lo largo de la historia en todo el mundo.

### Auge agrícola
Desde hace siglos, el cultivo de distintas plantas y árboles frutales ha sido una fuente de riqueza. Destacan los cultivos a gran escala de cereales (trigo y arroz principalmente).

### Auge forestal
Denominado en algunos países como el "oro verde", se basa en la tala de árboles con un alto valor comercial o con una alta demanda para la fabricación de productos, como la madera, el papel y el cartón. Las legislaciones medioambientales que protegen la ecología mantienen a este sector más regulado que los otros.